# Nikolái Petrov
Nikolái Arnóldovich Petrov (en ruso: Никола́й Арно́льдович Петро́в; Moscú, 14 de abril de 1943-Moscú, 3 de agosto de 2011) fue un pianista ruso. 

## Biografía
Nikolái Petrov nació en el seno de una familia de músicos rusos ilustres, entre ellos su abuelo, el reconocido bajo Vasili Rodiónovich Petrov, que pasó veinte años como solista en el Teatro Bolshói, donde se formó musicalmente con estrellas tales como Shaliapin, Antonina Nezhdánova y otros grandes cantantes de ópera. Comenzó sus estudios de piano en la Escuela Musical Central del Conservatorio de Moscú bajo la batuta de Tatiana Kestner en 1961 y posteriormente, entre 1962 y 1968 entró en el conservatorio como tal donde recibió clases de Yákov Zak.
Petrov compartió escenario con los principales directores de Rusia, tales como Yevgueni Svetlánov, Kiril Kondrashin, Yuri Temirkánov, Gennadi Rozhdéstvenski, Arvīds Jansons y Mariss Jansons, Pável Kogan, y muchos otros. Tocó junto a la Orquesta Sinfónica de Nueva York, la Orquesta Nacional Sinfónica de Washington, la Orquesta Sinfónica de Los Ángeles, y las orquestas europeas más prestigiosas como la Filarmónica de Berlín, la Sinfónica de Londres y la Orquesta de AHK. 
A lo largo de su carrera Petrov editó unas veinte grabaciones en disco en el sello Olympia del Reino Unido y en el sello ruso Melódiya, entre otros. 
Trabajó como profesor en el Conservatorio de Moscú. También fue el presidente de la Academia Rusa de las Artes, el presidente de la sección de la música del consejo presidencial sobre cultura y las artes; así como miembro del comité ruso del premio del estado. El 1 de octubre de 1998, creó la Fundación Filantrópica Internacional de Nikolái Petrov.
Murió el 3 de agosto de 2011, a los 68 años de edad, a causa de un derrame cerebral en Moscú.

## Repertorio
El repertorio de Petrov incluye alrededor de cincuenta conciertos solistas y cincuenta y cinco conciertos acompañado de orquesta. Muchos de ellos como solista en funciones de la premier de Moscú y en otras ciudades a través del mundo. Asimismo ha interpretado tres conciertos de Bach, todos los conciertos del piano de Beethoven, incluyendo la Fantasía coral, todos los conciertos de piano de Rajmáninov, incluyendo el estreno de la primera edición del Concierto n.º 4. Petrov preparó junto a la organista Ludmila Gólub el programa "Música francesa para piano y órgano", que fue elegido como el mejor programa musical de 1996 por la revista Musical Review. En el mismo año también fue elegido músico del año. 

## Premios y reconocimientos
- En 1962 ganó la medalla de plata en el primer Concurso Internacional de Piano Van Cliburn en Estados Unidos.
- En 1964 conquistó la medalla de plata en la Concurso Internacional Musical de la reina Elizabeth en Bruselas.
- En 1986 la Académie Balzac le concedió su Grande Medaille d'Or por las excelentes interpretaciones que había hecho por todo el mundo de obras de Berlioz, Beethoven y Liszt.
- En 1991 fue laureado con la condecoración Artista del pueblo de la URSS.
- En 1993 se le concedió el Premio Estatal de la Federación de Rusia.
- En 2008 obtuvo la Orden de Honor de Rusia.